# Sexpo
Stiftelsen Sexpo-säätiö (tidigare Sexualpolitiska föreningen) grundades 1969 i Helsingfors och har till uppgift att främja den sexuella välmågan i Finland. Föreningen tillhandahåller utbildning, producerar utbildningsmaterial, ordnar par- och sexualterapi samt ger rådgivning per telefon och Internet.